# Rick Laird

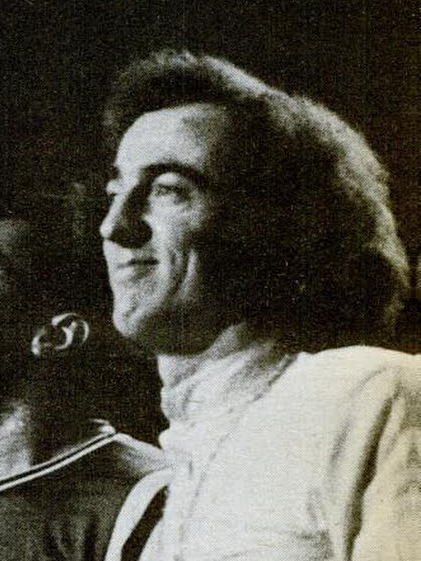
Rick Laird (1973).

Richard „Rick“ Laird (* 5. Februar 1941 in Dublin; † 4. Juli 2021) war ein neuseeländischer Jazz-Bassist irischer Herkunft, der vor allem als Mitglied der ersten Besetzung von John McLaughlins Band Mahavishnu Orchestra bekannt wurde.

## Leben und Wirken
Laird entstammte einer musikalischen Familie und lernte seit seiner Kindheit verschiedene Musikinstrumente. Über die Gitarre fand er zum Kontrabass, auf dem er schließlich eine formale Ausbildung begann und erste professionelle Engagements annahm. Da die Jazz-Szene Neuseelands, wohin er im Alter von 15 Jahren mit seinem Vater ausgewandert war, wenig Entwicklungsmöglichkeiten bot, zog er im Alter von 19 Jahren zusammen mit einigen Musikerfreunden in die australische Metropole Sydney. Dort begleitet er Don Burrows.
Nur kurze Zeit später, im Jahre 1962, kam er nach London, wo er neben seinem Studium an der Guildhall School of Music and Drama schnell Teil der lebendigen Jazz-, Blues- und Rockszene der britischen Hauptstadt wurde. 1964 engagierte ihn der Saxophonist Ronnie Scott als Bassisten der Hausrhythmusgruppe in seinem Jazzclub. In dieser Rolle sammelte Laird wichtige musikalische Erfahrungen in der Zusammenarbeit mit US-amerikanischen Star-Solisten wie Ben Webster, Stan Getz, Wes Montgomery; Sonny Rollins engagierte ihn für seinen Soundtrack für den Film Alfie. Auch arbeitete er mit Joe Harriot und John Mayer, auf deren Album Indo Jazz Suite (1965) er mitspielte. Über den Kontakt mit den amerikanischen Musikern gelang es ihm, ein Stipendium an der damals bedeutendsten Schule für Jazz, dem Berklee College of Music in Boston, zu bekommen, wohin er 1966 übersiedelte.
Dem Trend der Zeit folgend, wechselte Laird 1968 vom Kontrabass zum E-Bass, der das Instrument sein sollte, auf dem er nach anderthalb Jahren in der Band von Buddy Rich Anfang der 1970er Jahre international bekannt wurde. Der Gitarrist John McLaughlin engagierte ihn für seine neue Band, die wenig später unter dem Namen Mahavishnu Orchestra ihre erste Platte aufnahm und bis heute als eines der stilbildenden Ensembles der so genannten Fusion Music gilt.

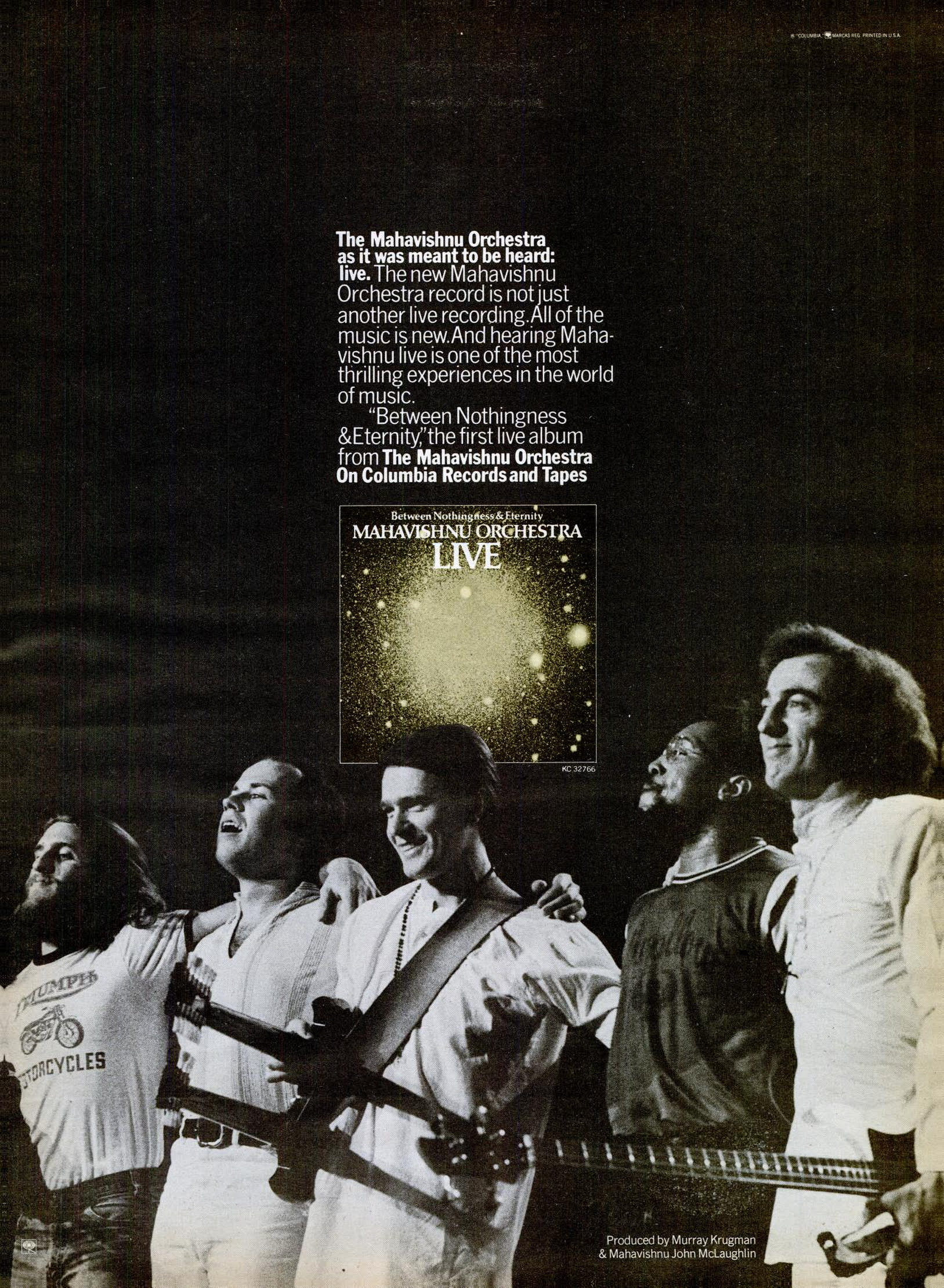
Rick Laird (erster von rechts) beim Mahavishnu Orchestra.

Laird spielte auf den ersten drei Alben des Mahavishnu Orchestra, die noch die intakte Originalbesetzung präsentieren und allgemein für die wichtigsten dieser Band gehalten werden. Lairds Rolle beschränkte sich dabei nicht auf die Definition der Rolle des E-Basses in einem noch ganz unerschlossenen stilistischen Umfeld, sondern er erwies sich vor allem als Meister in der Erfindung ostinater Bass-Figuren über ungerade Metren. Vor allem durch McLaughlins ausgeprägtes Interesse für indische Musik war dieses Stilelement einer der wichtigsten Beiträge Lairds zum Jazz der 1970er Jahre.
Nach dem Auseinanderbrechen des Mahavishnu Orchestra reduzierte Laird seine Aktivitäten als Live- und Studiomusiker erheblich; für ein Jahr wanderte er nach Spanien aus und beschäftigte sich hauptsächlich mit Fotografie. Nach einigen kurzen Ausflügen in die Rock- und Popmusik (u. a. mit Hall & Oates) arbeitete er mit Chick Corea, Stan Getz, Buddy DeFranco und Jan Hammer. 1982 gab er das Bass-Spiel auf und lebte danach als freischaffender Fotograf.

## Diskographische Hinweise
- The Inner Mounting Flame – 1971
- Birds of Fire – 1973
- Between Nothingness and Eternity – 1973

alle mit dem Mahavishnu Orchestra
- Mourners Rhapsody – mit Czesław Niemen, 1974
- Soft Focus – solo, 1977

## Lehrbücher
- Jazz Riffs For Bass
- Improvising Jazz Bass